# Панайотов Олександр Сергійович
Олександр Сергійович Панайотов (рос. Алекса́ндр Серге́евич Панайо́тов, нар. 1 липня 1984, Запоріжжя, УРСР, СРСР) — російський співак, автор-виконавець. Переможець 6 сезону в образі Вождя в «Маска» на НТВ.

## Біографія

### Дитинство
Народився 1 липня 1984  року в Запоріжжі. Прадід Панайотова, грек перебрався у Болгарію. Згодом рід Панайотових опинився в Україні.
В 7 років пішов в гуманітарний клас багатопрофільної школи № 62 р. Запоріжжі, в 9 років вперше вийшов на шкільну сцену з піснею Є. Крилатова «Прекрасное далеко».
У віці 10 років поступив в дитячу музичну школу № 2 міста Запоріжжя ЗДМШ-№ 2. Займався в молодіжній вокальній студії популярної музики «Юність» під керівництвом заслуженого працівника культури Володимира Артем'єва (вихованкою якого сьогодні також є співачка Alyosha).
Перший публічний виступ Олександра Панайотова відбувся 1 червня 1997 року у концерті на центральній міській площі Запоріжжя, присвячений Всесвітньому дню захисту дітей. Він виконав пісню з репертуару Олександра Пономарьова «З ранку до ночі».
У 15 років Панайотов виступав з власним репертуаром на різних конкурсах. Найбільш відомі пісні — «Окольцованная птица» і «Літній дощ». Автори цих пісень так само займалися в студії «Юність».

### Київ
Після закінчення середньої та музичної (з червоним дипломом) шкіл Панайотов поступив у Київський державний коледж естрадного та циркового мистецтв на відділення естрадного вокалу, але не закінчив його, тому що активно брав участь у різних музичних конкурсах.
У 2002 році Панайотов наважується на поїздку до Москви з метою спробувати свої сили на телевізійному проєкті «Стань зіркою», де дійшов до фіналу.
Повернувшись у Київ, Панайотов вступив у Київський національний університет культури і мистецтв і в тому ж році створив групу «Альянс», в якій крім нього (вокаліста), брали участь ще 4 музиканта..

### Москва
У 2003 році Панайотов брав участь у телевізійному конкурсі «Народний артист», що проходив на телеканалі «Росія». У фіналі конкурсу зайняв друге місце і підписав семирічний контракт з продюсерами Євгеном Фрідляндом і Кімом Брейтбургом.

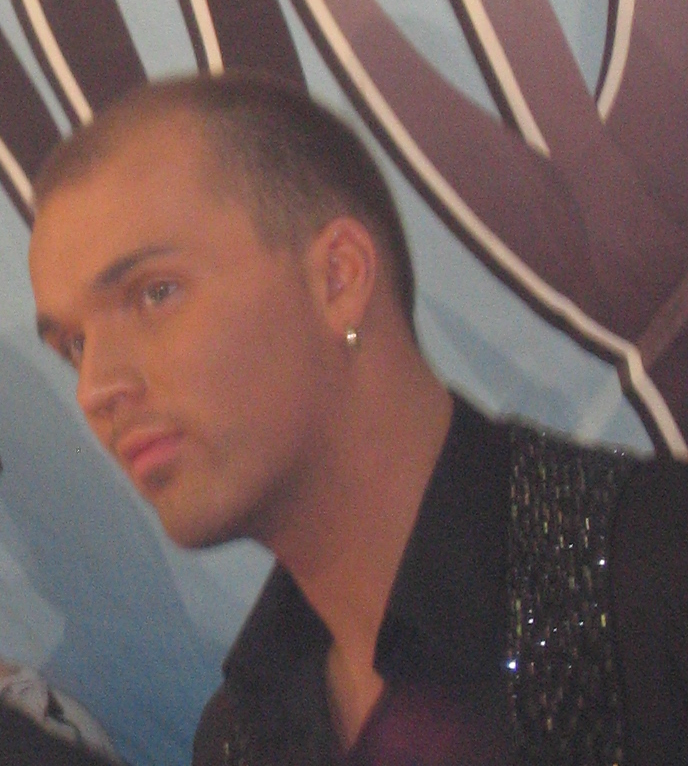
2008 рік

З березня 2011 року по закінченні семирічного контракту з компанією FBI Music став незалежним артистом.
Артист живе і працює в Росії, гастролює в російських регіонах, Україні, Білорусі, країнах Балтії, Ізраїлі, США, Іспанії, Німеччині, Франції та інших країнах Євросоюзу.
У 2006 році вийшов дебютний альбом Панайотова Леди дождя, в березні 2010 року вийшов альбом Формула любви, а в грудні 2013 року — альбом Альфа и Омега.
31 серпня 2011 року відбулася прем'єра синглу «Till Tomorrow», 20 жовтня вийшов відеокліп. 7 листопада 2011 року співак презентував пісню «To Sade», присвячену співачці Sade і її приїзду в Росію.
14 лютого 2012 року відбулася прем'єра пісні «Нереальная». 5 липня 2012 року вийшла авторська сольна програма, написана після закінчення контракту. У грудні 2012 року вийшов офіційний реліз DVD живого концерту.

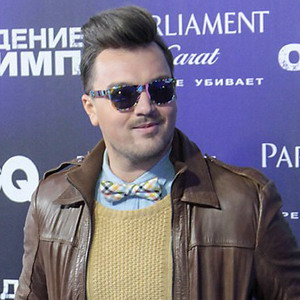
2013 рік

11 вересня 2013 року в рамках проєкту «Джаз Паркінг» Панайотов виступив з новою сольною програмою в московському клубі «Gipsy». 11 жовтня відбулася прем'єра синглу «Где ты?», 22 жовтня вийшов відеокліп. 3 грудня 2013 року відбулася прем'єра синглу і кліпу «За горизонт».
14 лютого 2014 року вийшов кліп «Альфа и Омега». 5 липня 2014 року на сцені концертного залу «Мир» була представлена сольна програма, присвячена 30-річному ювілею. У жовтні вийшов офіційний реліз DVD живого концерту.
6 травня 2015 року Олександр Панайотов виступив у супроводі оркестру Олега Лундстрема в Нью-Йорку в залі Генеральної Асамблеї ООН, де пройшов концерт за підсумками урочистого засідання Генеральної Асамблеї ООН, присвяченій 70-річчю закінчення Другої світової війни.
1 червня 2015 року відбулася прем'єра синглу і презентація відеокліпу «Сами». 24 липня відбулася прем'єра кліпу «Обещаю». 25 вересня відбулася прем'єра треку і кліпу «Телефон».
8 квітня 2016 року відбулася прем'єра треку і кліпу «Непереможний». 19 серпня артист випустив новий танцювальний трек «Внутривенная». Автором музики виступив сам Панайотов, текст написаний в тандемі з вокалісткою і автором солісткою групи N. A. O. M. I. Аріною Ріц і автором текстів з Новосибірська Євгеном Бочкарьовим.
23 вересня 2016 року брав участь в сліпих прослуховуваннях 5-го сезону російського шоу «Голос». До нього повернулися усі наставники, Олександр зробив вибір на користь Григорія Лепса. 30 грудня 2016 року посів друге місце в шоу Голос, поступившись у фіналі Дарині Антонюк.
У травні 2018 року з'явилося агітаційне музичне відео кандидата у президенти Росії Володимира Путіна, у кому взяли участь зірки російського шоу-бізнесу, в тому числі і Олександр Панайотов.

### SkyOffice
SkyOffice — дочірній проєкт Олександра Панайотова, в основу якого покладена інструментальна chill-out-музика, написана і аранжирована самим співаком. Також SkyOffice спеціалізується на виробництві lounge-реміксів. Так, у 2012 році з'явився ремікс на пісню Івана Дорна «Стыцамэн» і пісню Sade «Cherish the day», яку виконав сам Панайотов.

## Участь у відборах на «Євробачення»
З 2005 року Панайотов бере участь у відборах на Євробачення на конкурсі пісні «Євробачення», однак перемогти в цих відборах йому не вдавалося.
- У 2005 році в дуеті з Олексієм Чумаковим зайняв друге місце на відкритому російському відборі Першого каналу з піснею «Балалайка», в 2007 році дует став другим на закритому відборі з піснею «Не моя», а в 2008 році у російському відборі поступився всього одним балом Дімі Білану з піснею «Полумесяц и крест».
- На Українському нацвідборі в 2009 році з піснею «Супергерой» посів друге місце.
- У 2010 році в російському відоборі виставив на конкурс композицію «Maya Showtime».
- У 2016 році Активіст заявив, що готовий поїхати в 2017 році на Євробачення до Києва від Росії «з місією об'єднання, примирення, з піснею, яка б розтопила серця»[7].
- Наразі Панайотов називається одним з головних претендентів на поїздку на Євробачення 2019 від Росії[8]

## В кіно
- У 2006 році Панайотов дебютував в серіалі «Не народися вродливою» в епізодичній ролі.
- У 2007 році виконав одну з пісень «Так близко» з кінофільму «Зачарована», яку він записував як оригінальний саундтрек до російської версії фільму[9].
- У 2011 році Олександр Панайотов озвучив одного з головних героїв, Фреда, у комедії «Бунт вухатих».

## Санкції
З 7 січня 2023 року перебуває під санкціями РНБО за антиукраїнську діяльність.

## Нагороди
- 2003 — занесений до «Червоної книги Запоріжжя» (Червона книга Запоріжжя)
- 2006 — нагороджений золотою медаллю «В ім'я життя на землі» (р. Москва)[12]
- 2007 — нагороджений орденом «Служіння мистецтву» (Москва)[13]
- 2010 — нагороджений орденом «Полум'яне серце» (Москва)[14]
- 2011 — нагороджений орденом «Чароїтова зірка» «Молоде дарування Росії» (Гаага, Нідерланди)[15]

### Премії музичних конкурсів
У Панайотова наступні досягнення в музичних конкурсах:
- 2000 — III Всеукраїнський благодійний дитячий фестиваль «Чорноморські ігри» (Скадовськ), гран-прі
- 2000 — «Слов'янський базар», III місце (Вітебськ, Білорусь)
- 2000 — «Азовські вітрила», I місце (Азов)
- 2001 — Фестивалі «Золотий шлягер», I місце (Могильов)
- 2001 — «Діскавері», II місце (Варна, Болгарія)
- 2001 — «Море друзів», I місце (Ялта)
- 2001 — «Конкурс артистів естради», II місце (Київ)
- 2002 — «Пісні Вільнюса», I місце (Литва)
- 2002 — «Стань зіркою», вихід у фінал (телеканал «Росія»)
- 2003 — «Народний артист», II місце (телеканал «Росія»)
- 2016 — «Голос»-5, II місце («Перший канал»)

## Дискографія

### Студійні альбоми
- 2006 — Леди дождя
- 2010 — Формула любви
- 2014 — Альфа и Омега

### Збірники
- 2001 — Слухай@zp.ua (перший диск з авторською піснею А. Панайотова — «Літній дощ»)
- 2004 — Народный артист 1
- 2004 — Народный артист 2
- 2004 — Финальный концерт проекта в Кремле (DVD)
- 2005 — Балалайка
- 2005 — Народный артист mp3
- 2005 — Народный артист необыкновенный
- 2006 — Мальчишник
- 2006 — Все звезды поют песни Кима Брейтбурга
- 2006 — «Фабрика звёзд» против «Народного артиста»

### Відеокліпи
- 2005 — Необыкновенная (з Алехно, Чумаковим)
- 2005 — Балалайка (з Чумаковим)
- 2007 — Голос
- 2010 — Формула любви
- 2011 — Till Tomorrow
- 2012 — Снег
- 2012 — Нереальная
- 2013 — Где ты?
- 2013 — За горизонт
- 2013 — Альфа и Омега
- 2015 — САМИ
- 2015 — Обещаю (спільно з Сашею Спілберг)
- 2015 — Телефон
- 2016 — Непобедимый

### Соціальні мережі
- Олександр Панайотов на сайті myspace.com (англ.)
- Олександр Панайотов у соцмережі «Facebook»
- Олександр Панайотов у соцмережі «Твіттер»
- Олександр Панайотов у соціальній мережі «ВКонтакті»